# Bruno von Mudra

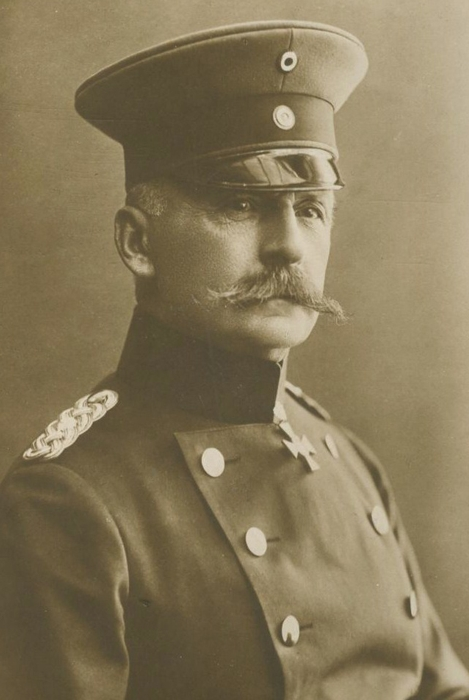
Bruno von Mudra

Karl Bruno Julius Mudra, seit 1913 von Mudra, (* 1. April 1851 in Muskau; † 21. November 1931 in Schwerin-Zippendorf) war ein preußischer General der Infanterie.

## Leben
Mudra war der Sohn eines Zimmermeisters, konnte jedoch aufgrund von Eignung und Förderung eine höhere Schulbildung genießen. Er legte 1870 sein Abitur ab und trat dann als Freiwilliger in die Pioniertruppe der Preußischen Armee ein. Er durchlief die übliche Laufbahn preußischer Generalstabsoffiziere. 1899 wurde er zum Chef des Stabes des Ingenieur- und Pionier-Corps unter Generalleutnant Colmar von der Goltz berufen. 1903 wurde er als Inspekteur der 2. Pionier-Inspektion in die Festung Mainz versetzt. 1907 wurde er zum Generalleutnant befördert und am 27. Juli zum Kommandeur der 39. Division in Colmar ernannt. 1910 wurde er Gouverneur von Metz und im folgenden Jahr Chef des Ingenieur- und Pionier-Corps. In dieser Eigenschaft erhielt Mudra anlässlich des Ordensfestes im Januar 1911 den Kronen-Orden I. Klasse und avancierte am 13. September 1911 zum General der Infanterie. Am 1. März 1913 wurde er zum Kommandierenden General des XVI. Armee-Korps in Metz ernannt und anlässlich des 25-jährigen Regierungsjubiläums von Kaiser Wilhelm II. am 16. Juni 1913 in den erblichen preußischen Adelsstand erhoben. Die Verleihung des Adelsdiploms erfolgte am 18. Februar 1914.

### Erster Weltkrieg
Mudra befehligte das XVI. Korps bis zum 28. Oktober 1916. Beim Vormarsch in Frankreich im Herbst 1914 machte er sich als „Argonnen-General“ einen Namen, weil er dort nach der Marneschlacht vom September 1914 noch einige partielle Erfolge hatte, obwohl er sich auch mehrfach gegen aus seiner Sicht unsinnige Angriffsbefehle aussprach. Am 13. Januar 1915 wurde er für seine Verdienste während der Argonnen-Kämpfe mit dem Orden Pour le Mérite ausgezeichnet. Sein Geburtsort Bad Muskau machte ihn kurz darauf zum Ehrenbürger. Am 17. Oktober 1916 erhielt Mudra das Eichenlaub zum Pour le Mérite.
Ab 20. Dezember 1916 befehligte er zwei Wochen lang die 8. Armee an der Ostfront, kehrte aber schon am 2. Januar 1917 an die Westfront zurück, wo er bis zum 18. Juni 1918 die Armeeabteilung A (Hauptquartier Straßburg) befehligte. Danach übernahm er die 1. Armee und ab 12. Oktober 1918 die 17. Armee. Noch Ende Oktober 1918 sprach er sich auf der Sitzung der Staatssekretäre in Berlin für die Fortsetzung des Krieges aus. Am 3. August 1918 stellte Wilhelm II. Mudra in Anerkennung seiner Dienste à la suite des Königs-Infanterie-Regiments (6. Lothringisches) Nr. 145.

### Nachkriegsjahre
Nach dem Krieg lebte Mudra zunächst in Wiesbaden. Dort wurde er von den französischen Besatzungsbehörden vom 21. bis zum 24. März 1923 in politisch motivierte Untersuchungshaft genommen und dann ausgewiesen. Er zog nach Schwerin, schloss sich der Deutschnationalen Volkspartei an, war Verfechter der Dolchstoßlegende und befürwortete einen neuen „Waffengang“ gegen den „Westen zu endgültiger Abrechnung mit dem Erbfeinde“. Mudra starb am 21. November 1931 und wurde unter einem großen Findling („Mudrastein“) in einem Wald in Raben Steinfeld bei Schwerin bestattet. Am 28. August 1932 wurde dort eine Gedenktafel für ihn enthüllt. Im Mai 2001 konnte die Pionierkameradschaft Schwerin die Restaurierung des Denkmals erfolgreich beenden.

### Ehe und Nachkommen
Mudra heiratete am 12. Oktober 1886 in Rheydt Paula Schött (1860–1937), Tochter des Druckereibesitzers Hermann Schött und der Sofie Wilhelmine Jansen. Aus der Ehe gingen zwei Kinder hervor:
- Herbert (1887–1945), deutscher Oberst und Wehrbezirkskommandeur
- Edith (1892–1942).

Herberts Sohn Herbert Bruno Maximilian Alexander von Mudra (1924–1945) fiel als Leutnant im Panzergrenadierregiment 115 während des Zweiten Weltkriegs. Mit ihm erlosch das Adelsgeschlecht derer von Mudra im Mannesstamm.

## Postume Ehrungen
Mudra hatte erheblichen Einfluss auf die Entwicklung und Stellung der Pioniertruppe in der Armee. Er erkannte schon früh den besonderen Wert gemeinsamer Übungen der Pioniere mit anderen Truppengattungen und die Bedeutung der Auswirkungen der rasch fortschreitenden Technik. Diese Erkenntnisse prägten die spätere Kriegsführung des deutschen Heeres in hohem Maße. Der Bund Deutscher Pioniere, Nachfolger des am 25. Juli 1925 in Berlin gegründeten „Waffenrings Deutscher Pioniere“, dessen Ehrenschirmherr und erster Ehrenvorsitzender Mudra war, verleiht seit 1983 den General-von-Mudra-Preis für den Jahrgangsbesten der Offizieranwärter-Lehrgänge an der Pionierschule/FSH BauT.
Die Wehrmacht benannte mehrere Kasernen nach ihm:
- Mudra-Kaserne in Elbing;[9]
- Mudra-Kaserne in Karlsruhe-Knielingen;
- Mudra-Kaserne in Köln-Westhoven, in der heute Teile des Bundesamts für das Personalmanagement der Bundeswehr untergebracht sind (am 2. November 2022 umbenannt in Gereon-Kaserne);[10]
- Mudra-Kaserne in Magdeburg, wo das Pionier-Bataillon 4 stationiert war; das Gebäude beherbergt heute das Ministerium für Arbeit, Soziales, Gesundheit und Gleichstellung des Landes Sachsen-Anhalt;[11] hinter dem Ministerium befindet sich ein auch an von Mudra erinnernder Gedenkstein;
- Mudra-Kaserne in Mainz-Kastel, seit 1951 Unterkunft der hessischen Bereitschaftspolizei;
- Mudra-Kaserne in Minden, nach dem Zweiten Weltkrieg von der Britischen Rheinarmee als Clifton–Barracks bezeichnet und genutzt, inzwischen abgerissen;[12]
- Mudra-Kaserne am Ziegelkamp in Nienburg/Weser, Garnison des Pionier-Bataillons 22;[13]
- Mudra-Kaserne in Riesa, Garnison des Pionier-Bataillons 24;
- die nach der deutschen „Zerschlagung der Rest-Tschechei“ umbenannte Mudra-Kaserne in Pardubice, die ab Oktober 1939 Unterkunft des Pionier-Ersatz-Bataillons 5 war.[14][15]

Außerdem gibt es noch heute eine Mudrastraße in Berlin-Lankwitz und eine General-Mudra-Straße in Mainz-Kastel.

## Genealogie
- Gothaisches Genealogisches Taschenbuch der Briefadeligen Häuser 1917. Elfter Jahrgang, Justus Perthes, Gotha 1916. (Dig. zug.).
- Gothaisches Genealogisches Taschenbuch der Adeligen Häuser. Zugleich Adelsmatrikel der D.A.G. Teil B (Briefadel). 1937. Neunundzwanzigster Jahrgang, Justus Perthes, Gotha 1936. (Siehe: FamilySearch-Kostenfrei).
- Hans Friedrich von Ehrenkrook, Carola von Ehrenkrook, Friedrich Wilhelm Euler, Jürgen von Flotow, Walter von Hueck, u. a.: Genealogisches Handbuch der Adeligen Häuser. B. (Briefadel). 1958. Band III, Band 17 der Gesamtreihe GHdA, Hrsg. Deutsches Adelsarchiv, C. A. Starke, Limburg (Lahn) 1958, S. 331.